# Крымский этнографический музей
Крымский этнографический музей — музей в Симферополе. Основан в 1992 году. Здание музея является объектом культурного наследия народов России и охраняется государством.

## История
Музей был основан в 1992 году как филиал «Центрального музея Тавриды», а в сентябре 2009 года приобрёл статус самостоятельного юридического лица.
В 2019 году зданию музея исполнилось 150 лет с момента окончания постройки и освящения. Изначально комплекс был сооружён как приют-гостиница и предназначался для размещения девочек-сирот под патронажем графини А. М. Адлерберг. Директриссой приюта стала Марфа Евстафьевна Рудзевич (в девичестве Нотара) (1775—1856).
С 1927 по 1988 годы в здании бывшего приюта располагались экспозиции Симферопольского краеведческого музея, ныне Центрального музея Крыма. В годы Великой Отечественной войны здание уцелело, но часть уникальной коллекции была разграблена или уничтожена.
В наши дни Крымский этнографический музей признан одним из ведущих научных учреждений полуострова, где проводятся научные конференции, организована научно-исследовательская и просветительская работа по изучению этнической истории и этнографии Крыма, осуществляется сотрудничество с национально-культурными обществами и общественными организациями.

## Коллекция
Уникальная и единственная в своём роде коллекция музея насчитывает более 13000 экспонатов, наиболее ценные из которых это древняя посуда, предметы утвари и национальная одежда народов, населявших полуостров.
Фонды Крымского этнографического музея славятся уникальными книгами XIX века. Экспозиции и тематические выставки содержат большое количество оригинальных фотографий XIX — XX веков, документально отражающих быт народов, проживавших в Крыму.
В 2019 году постоянная экспозиция музея представлена тематическими проектами: 
- «Мозаика культур Крыма»
- «Крымский ларец»
- «Музей украинской вышивки им. В. С. Роик»
- «Русский самовар. Традиции чаепития».

## Справочная информация
Музей работает ежедневно, кроме вторника с 9.00 до 18.00 часов, в четверг с 11.00 до 20.00. Детям до 16-ти лет вход в музей бесплатный. До музея можно добраться на автобусе № 93 (остановка Улица Пушкина). Крымский этнографический музей расположен рядом с Центральным музеем Тавриды.

### Комментарии
1. ↑  В годы войны Центральный музей Тавриды именовался как Центральный музей Крыма[2]